# Championnat de France féminin de handball de deuxième division 2007-2008
Navigation
D2F 2006-2007 D2F 2008-2009
Le championnat de France féminin de handball de deuxième division 2007-2008 est la trente-septième édition de cette compétition, deuxième plus haut niveau du championnat de France de ce sport. 
Le Handball féminin Arvor 29 remporte la titre de champion de France de D2 et est promu en Division 1 en compagnie du Toulon Saint-Cyr Var Handball, deuxième.
En bas du classement, deux clubs descendent en Nationale 1 : le Poitiers EC/Jaunay-Clan et le Handball Octeville-sur-Mer.

## Classement final
|    | Équipe                      | Pts | J  | G  | N | P  | Bp  | Bc  | Diff |
| -- | --------------------------- | --- | -- | -- | - | -- | --- | --- | ---- |
| 1  | Handball Féminin Arvor 29   | 57  | 22 | 16 | 3 | 3  | 655 | 574 | 81   |
| 2  | Toulon Saint-Cyr Var HB     | 57  | 22 | 17 | 1 | 4  | 655 | 568 | 87   |
| 3  | ESC Yutz (R)                | 56  | 22 | 16 | 2 | 4  | 693 | 599 | 94   |
| 4  | Noisy-le-Grand handball     | 49  | 22 | 13 | 1 | 8  | 654 | 633 | 21   |
| 5  | AHB La Rochelle-Périgny     | 47  | 22 | 12 | 1 | 9  | 707 | 672 | 35   |
| 6  | Sun A.L. Bouillargues       | 44  | 22 | 10 | 2 | 10 | 596 | 629 | -33  |
| 7  | HBC Celles-sur-Belle        | 43  | 22 | 9  | 3 | 10 | 569 | 558 | 11   |
| 8  | Handball Plan-de-Cuques (R) | 41  | 22 | 9  | 1 | 12 | 595 | 647 | -52  |
| 9  | Bourg-de-Péage DHB          | 37  | 22 | 7  | 1 | 14 | 603 | 634 | -31  |
| 10 | ASUL Vaulx-en-Velin         | 34  | 22 | 5  | 2 | 15 | 607 | 681 | -74  |
| 11 | Poitiers EC/Jaunay-Clan     | 32  | 22 | 5  | 0 | 17 | 550 | 619 | -69  |
| 12 | Handball Octeville-sur-Mer  | 31  | 22 | 3  | 3 | 16 | 565 | 635 | -70  |

Légende
|     | Champion de France de deuxième division (non promu) |
|     | Promotion en Division 1                             |
|     | Relégation en Nationale 1                           |
| (P) | Promu de Nationale 1 en début de saison             |
| (R) | Relégué de Division 1 en début de saison            |